# Maçainhas (Guarda)
Maçainhas, también llamada Maçainhas de Baixo es una freguesia portuguesa del concelho de Guarda, con 13,16 km² de superficie y 1.146 habitantes (2001). Su densidad de población es de 87,1 hab/km².